# Crocodylus thorbjarnarsoni
Crocodylus thorbjarnarsoni – gatunek wymarłego gada z rodziny krokodylowatych (Crocodylidae) żyjący przez większość pliocenu i we wczesnym plejstocenie we wschodniej Afryce. 
Gatunek został opisany na podstawie dziewięciu czaszek znalezionych w rejonie jeziora Turkana w granicach Kenii. Holotypem jest prawie kompletna czaszka i żuchwa zinwentaryzowana pod numerem KNM-ER 1683. Pochodzi ona z formacji Koobi Fora. Przebadane okazy przechowywane są w National Museums of Kenya. Nowy gatunek charakteryzuje się stosunkowo szerokim pyskiem, obecnością wyrostków na kościach łuskowych, choć mniej wydatnych niż u Crocodylus anthropophagus oraz wyraźnie trapezoidalnym zarysem dachu czaszki. Stratygraficznie skamieniałości tego gatunku występują w osadach pliocenu i wczesnego plejstocenu, w interwale czasowym 4,2–2 mln lat temu. Wielkość największych znalezionych czaszek tego gatunku pozwala oszacować długość całego zwierzęcia na 7,5 m, co czyni go największym przedstawicielem rodzaju Crocodylus. 
Epitet gatunkowy upamiętnia zoologa John Thorbjarnarsona specjalizującego się w badaniach krokodyli.